# Щокові дробарки зі складним рухом щоки
Щокові дробарки зі складним рухом щоки

15 – змінні футерувальні плити.

На відміну від дробарок з простим рухом щоки в дробарках зі складним рухом щоки (рис.) рухома щока підвішена безпосередньо на ексцентрик вала і внизу опирається на одну розпірну плиту, яка вставлена у вкладиші в гніздах на щоці і регулювальному клині.
Нерухома щока 1 є частиною станини дробарки, рухома щока 13 за допомогою рухомого підшипника підвішена на ексцентриковому валу 2. Внутрішня поверхня робочого простору дробарки футерується змінними плитами 14 і 15. Розпірна плита 11 одним кінцем опирається на вкладиш 12 рухомої щоки, а другим у вкладиш 9 упора 8. Між упором і станиною дробарки розташований клин 7 закріплений на двох гвинтах 5. Зміною положення клина 7 у вертикальній площині регулюється ширина розвантажувальної щілини дробарки. Необхідний контакт між рухомою щокою і розпірною плитою забезпечується тягою 10 з пружиною 6, натяг якої регулюється гайкою. Ексцентриковий вал 2, що змонтований в корінних підшипниках 3 корпуса, отримує рух від електродвигуна через клиноремінну передачу і шків 4.
Рухома щока при роботі поперемінно то наближається до нерухомої щоки, то віддаляється від неї, крім того, одночасно рухома щока здійснює рух вздовж нерухомої щоки. Таким чином, траєкторія руху точок рухомої щоки утворює овал, за рахунок чого руйнування грудок здійснюється роздавлюванням та стиранням. При такому характері руху щоки холостий хід складає не половину оберту, а тільки 1/5.